# همپدن (داکوتای شمالی)
همپدن(به انگلیسی: Hampden) شهری در ایالت داکوتای شمالی کشور ایالات متحده آمریکا است که جمعیت آن در سرشماری سال ۲۰۱۰ میلادی، ۴۸ نفر بوده‌است.